# Niżnia Skoruszowa Przełęcz
 Niżnia Skoruszowa Przełęcz (niem. Untere Eberschenscharte, słow. Nižné skorušie šedlo, węg. Alsó-Berkenyés-csorba) – przełęcz w głównej grani Młynarza w słowackich Tatrach Wysokich. Przełęcz znajduje się pomiędzy turniami I Anioł i II Anioł w masywie Skoruśniaka. Jego grań oddziela Dolinę Żabich Stawów Białczańskich od Doliny Białej Wody.
W grani po zachodniej stronie przełęczy znajduje się ostra turniczka obrywająca się na południe ścianą o wysokości 8 m. Od północnej strony jest łatwiej dostępna (II w skali tatrzańskiej). Można ją obejść po wschodniej stronie.

## Drogi wspinaczkowe
Przez Niżnią Skoruszową Przełęcz prowadzą dwie drogi wspinaczkowe, ale cały masyw Młynarza jest zamknięty dla turystów i taterników. Jest to obszar ochrony ścisłej Tatrzańskiego Parku Narodowego.
1. Od zachodu na Niżnią Skoruszową Przełęcz (znad Niżniego Żabiego Stawu); 0- w skali tatrzańskiej, czas przejścia 30 min[2]
2. Granią od Limbowych Turniczek do Pośredniej Skoruszowej Przełęczy; kilka miejsc III, jedno miejsce IV, 4 godz.[2]